# 龙苏瓦
龙苏瓦（法語：Ronssoy，法語發音：[ʁɔ̃swa]）是法国上法蘭西大區索姆省的一个市镇，属于佩罗讷区。

## 地理
龙苏瓦（49°58'55"N, 3°9'35"E）面积7.53 平方千米，位于法国上法蘭西大區索姆省，该省份为法国北部沿海省份，北起加来海峡省和北部省，西接滨海塞纳省和大西洋英吉利海峡，南至瓦兹省，东临埃纳省。
与龙苏瓦接壤的市镇（或旧市镇、城区）包括：博尼、阿日库尔、朗皮尔、埃佩伊、唐普勒勒盖拉尔、维莱福孔。
龙苏瓦的时区为UTC+01:00、UTC+02:00（夏令时）。

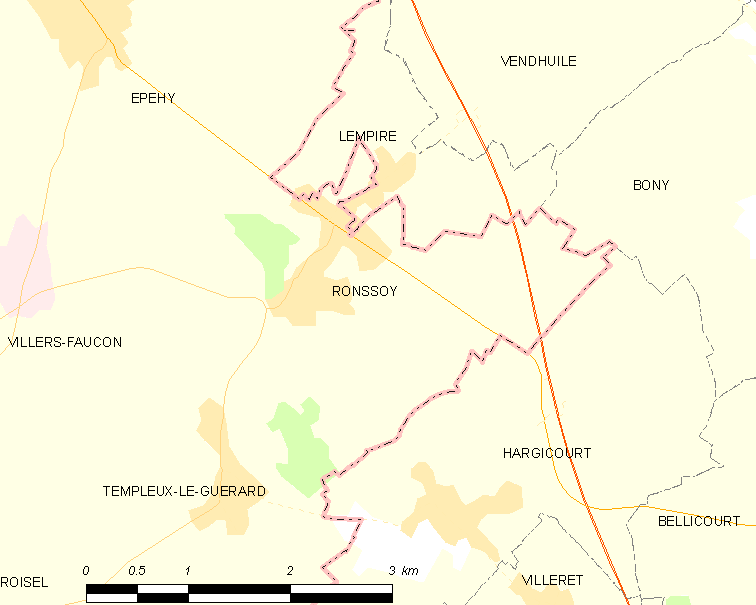
龙苏瓦的OSM定位图

## 行政
龙苏瓦的邮政编码为80740，INSEE市镇编码为80679。

## 政治
龙苏瓦所属的省级选区为佩罗讷县。

## 人口

1962-2008年间龙苏瓦人口变化图示

龙苏瓦于2022年1月1日时的人口数量为578人。